# Chowdhury Fazlul Bari
Pour les articles homonymes, voir Bari (homonymie).
Chowdhury Fazlul Bari est un officier de l'armée du Bangladesh et ancien directeur général de la direction générale du renseignement des forces armées (DGFI).

## Carrière
Bari a rejoint le Bataillon d'action rapide (RAB) d'élite en 2004, lors de sa création. En tant que lieutenant-colonel, il a occupé le poste de directeur général supplémentaire du RAB. Le dernier poste qu'il a occupé au sein du RAB était celui de directeur général adjoint. En 2005, il a défendu auprès de l'ambassade des États-Unis la pratique de l'exécution extrajudiciaire des suspects par les Rapid Action Battalions. Il a été muté par le Parti nationaliste du Bangladesh au poste de directeur général de la Direction générale du renseignement des forces armées.
Bari était responsable de l'arrestation de nombreux politiciens et hommes d'affaires pendant le gouvernement intérimaire soutenu par l'armée et dirigé par Fakhruddin Ahmed. À la fin du gouvernement intérimaire, il a été affecté à la mission diplomatique du Bangladesh à Washington, D.C.. Il a été rappelé de son poste après l'arrivée au pouvoir du gouvernement élu de la Ligue Awami. Il a refusé et l'armée bangladaise l'a déclaré absent sans permission.
En 2009, Bari a été déclaré déserteur. Il devra être jugé soit en tant que fuyard, soit en tant que déserteur lorsqu'il rentrera dans le pays. Mais dans le cas d'une fuite, la peine sera comparativement moindre. Pendant l'administration intérimaire, il a tenté d'aider le parti de la liberté du Bangladesh et la National Democratic Alliance. Le parti de la liberté a été créé par les officiers militaires qui ont tué Sheikh Mujibur Rahman, le premier président du Bangladesh, lors d'un coup d'État. 

## Vie privée
Il a épousé Mehnaz Rashid, la fille aînée du lieutenant-colonel Khandaker Abdur Rashid, l'un des assassins de Sheikh Mujib et un dirigeant du Parti de la liberté. Il a divorcé d'elle en décembre 2008. Il a nié l'avoir épousée. En 2009, il a demandé l'asile politique aux États-Unis.